# جيبقية
الجيبقية (الاسم العلمي: Japygidae) هي فصيلة من الحيوانات تتبع رتبة ثنائيات الذنب من طائفة داخليات الفك.

## التصنيف
- الجيبقاوات
  - الجيبق